# Preghiera per Carasso
La Preghiera per Carasso è un titolo comunemente dato al Fr. 5 Voigt di Saffo.

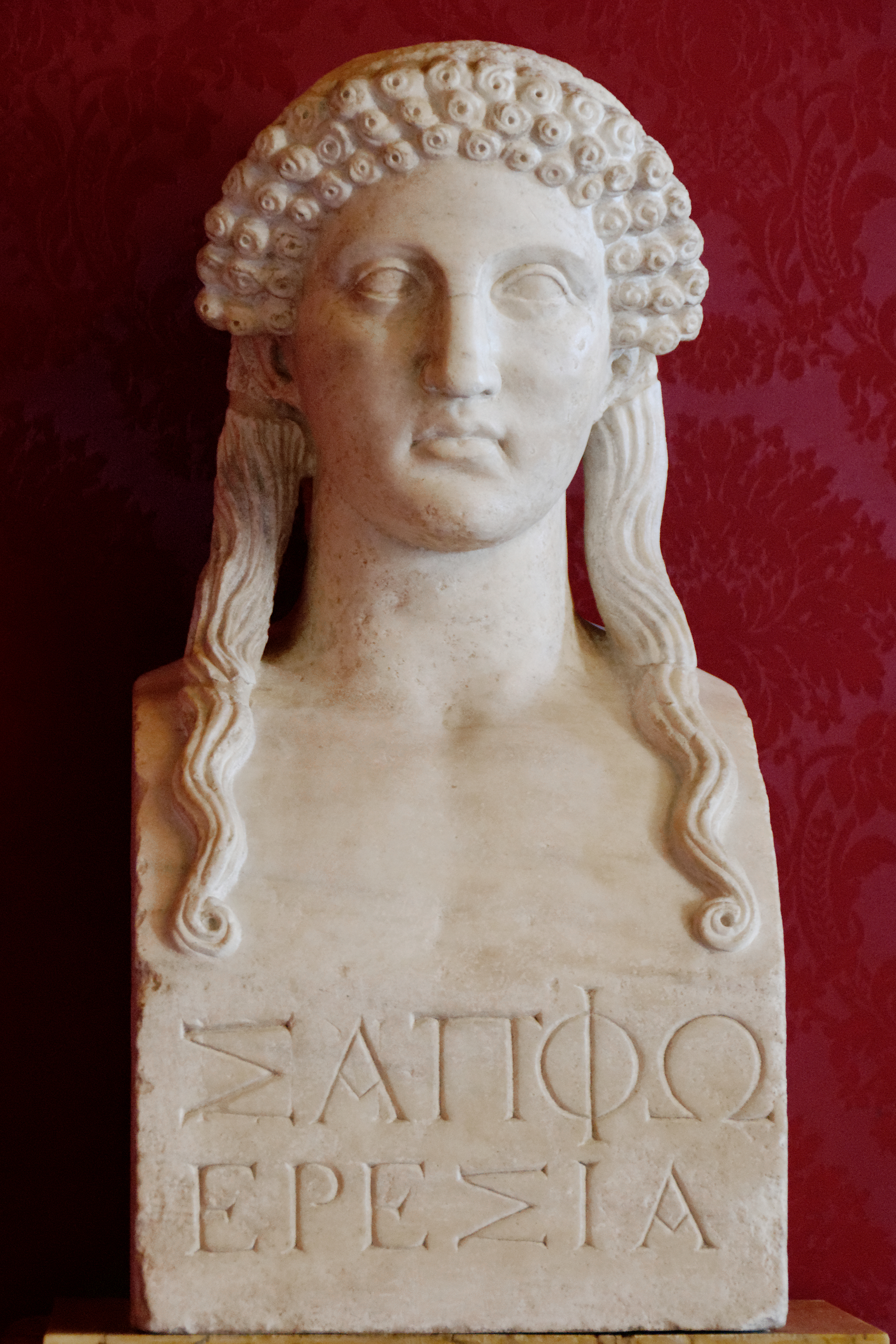
Busto di Saffo conservato nei Musei capitolini a Roma

## Testo
τὸν κασί]γνητον δ[ό]τε τύιδ᾽ ἴκεσθα[ι,

κὤσσα Ϝ]οι θύμω‹ι› κε θέλη γένεσθαι,

πάντα τε]λέσθην,

ὄσσα δὲ πρ]όσθ᾽ ἄμβροτε, πάντα λῦσα[ι,

ὠς φίλοισ]ι Ϝοῖσι χάραν γένεσθαι,

κὠνίαν ἔ]χθροισι· γένοιτο δ᾽ ἄμμι

πῆμά τι μ]ήδεις.

τὰν κασιγ]νήταν δὲ θέλοι πόησθαι

ἔμμορον] τίμας, [ὀν]ίαν δὲ λύγραν

ἐκλύοιτ᾽], ὄτοισι π[ά]ροιθ᾽ ἀχεύων

τὦμον ἐδά]μνα

. . . . . ].εισαΐω[ν] τὸ κέγχρω

. . . . . ]λ᾽ ἐπαγ[ορί]αι πολίταν

. . . . . ]λλωσ[. . .]νηκε δ᾽ αὖτ᾽ οὐ

. . . . . ]κρω[.]

. . . . . ]οναικ[. .]εο[ισ]ι

. . . . . ]. .[.]ν· σὺ [δ]ὲ Κύπ[ρι] σ[έμ]να

. . . . . . . . ]θεμ[έν]α κάκαν [. . . . .

datemi che mi torni il fratello

e che quanto in cuor vuole che avvenga,

tutto si avveri,

e che cancelli tutto quanto sbagliò in precedenza,

e così ci sia gioia in cuore per lui

e dolore per i nemici: e per noi

nessuno sia danno.

E voglia render partecipe sua sorella 

dell'onore, e dai dolorosi tormenti

liberi quelli a cui prima, soffrendo,

bloccava il cuore

. . . . . ].ed udendo in cuore

. . . . . ].le parole dei cittadini

. . . . . ].[. . .] e nemmeno

. . . . . ][. . .]

. . . . . ].[. .].

. . . . . ]: ma tu, veneranda Cipride,

. . . . . . . . ] i mali posti [. . . . .

. . . . . ].»
(trad. A. D'Andria)

## Contesto
Secondo Erodoto, Carasso di Mitilene, figlio di Scamandronimo e fratello (più anziano) di Saffo, comprò la famosa cortigiana tracia Rodopi, giunta a Naucrati: i pagamenti costarono a Carasso una fortuna e alla sua famiglia notevole imbarazzo. Saffo, per riportare il fratello al pudore perduto, non mancò di deplorare questo evento, come si nota da questa poesia in strofe saffiche, accusando nel contempo di circonvenzione Rodopi, colpevole di aver ingannato un onesto commerciante di vino di Lesbo.

## Analisi
Il componimento è, di fatto, un propemptico, un canto augurale con un'invocazione a Cipride, la vera patrona virgo di Saffo e alle Nereidi, particolarmente venerate a Lesbo: due divinità, dunque, lesbie, ma anche tipicamente femminili, alle quali la poetessa si rivolge per riportare sano e salvo Carasso, anche a livello morale. Questo è il senso delle ultime due strofe, assai mutile nel papiro, in cui, probabilmente, la poetessa alludeva al biasimo in cui Carasso era incorso non solo in famiglia, ma anche a Mitilene. Anzi, è probabile che con l'invocazione finale a Cipride la poesia si chiudesse, secondo il consueto modulo saffico della Ringkomposition.